# كتلة الأرض
كتلة الأرض هي وحدة قياس يرمز إليها(M🜨) تستخدم في في علم الفلك والفيزياء لقياس كتلة الكواكب وغيرها من الأجرام الخارجية المنخفضة الكتلة مثل الكويكبات أو الكواكب القزمة. وتعادل قيمتها:
{\displaystyle M_{\oplus }=(5.9722\;\pm \;0.0006)\times 10^{24}\;\mathrm {kg} },
{\displaystyle M_{\oplus }={\frac {1}{332\;946.0487\;\pm \;0.0007}}\;\mathrm {M_{\odot }} \approx 3.003\times 10^{-6}\;\mathrm {M_{\odot }} }.
تم الوصول إلى هذه القيمة من معامل الجاذبية القياسي لمركز الأرض الذي قدمه علم الجيوديسيا الفضائي (GM) ومن ثابت الجاذبية (G) لنيوتن ، لكن الاخير اقل دقة.

## تحديد معامل الجاذبية القياسي GM
الحسابات الأولية التي كتبها إسحاق نيوتن المقترحة في القرن السابع عشر جزء كبير منها له صلة مع الجيوديسيا ويرتبط ارتباطا وثيقا في تحديد شكل الأرض؛ الجزء الآخر يعود إلى تاريخ الفيزياء وسلسلة من التجارب لتحديد ثابت الجاذبية، والتي بدأت في نهاية القرن الثامن عشر مع هنري كافنديش.

### تطبيق القانون الثالث لكبلر
يمكن إعتماد تطبيق القانون الثالث لكبلر لحركة كتلة الأرض وهذا كتالي :
- الجسم هنا ترمز لكتلته ms
- كتلة الأرض هي M
- حرف G هو ثابث الجاذبية
- حرف a القطع الناقص لكبلر
- حرف τ فترة المدار - أو زمن الدورة
- الصيغة تكون كالاتي :

{\displaystyle G(M+m_{s})={\frac {4\pi ^{2}a^{3}}{\tau ^{2}}}}
النتيجة هي المعامل القياسي للجاذبية GM ≅ 4π²a³/τ² وبطبيعة الحال، من أجل الحصول على قيمة أكثر دقة من المعامل GM، يجب ان تكون المتغيرات a τ، دقيقة جدا .
| الجرم         | كتلة الأرض M🜨      | المرجع  |
| ------------- | ------------------ | ------- |
| القمر         | 0.0123000371(4)    | [ 1 ]   |
| الشمس         | 332946.0487±0.0007 | [ 2 ]   |
| عطارد         | 0.0553             | [ 3 ]   |
| الزهرة        | 0.815              | [ 3 ]   |
| الأرض         | 1                  | المعيار |
| المريخ        | 0.107              | [ 3 ]   |
| المشتري       | 317.8              | [ 3 ]   |
| زحل           | 95.2               | [ 3 ]   |
| أورانوس       | 14.5               | [ 3 ]   |
| نبتون         | 17.1               | [ 3 ]   |
| Gliese 667 Cc | 3.8                | [ 4 ]   |
| Kepler-442b   | 1.0 – 8.2          | [ 5 ]   |

### استخدام البندول

رسم متحرك لحركة البندول. تظهر فيه نقطة السكون

يمكن أيضا الوصول إلى معامل GM أو كما يسمى ثابت مركز الأرض  من قياسات مع البندول ، يمكننا أن نتجاهل حركة دوران الأرض، ونفترض أن الأرض كروية. وشدة تسارع جاذبيتها (g=9,8 m/s²)و على سطح الأرض هي g=GM/R²، حيث R هو نصف قطر الأرض. إذا كان لدينا طول البندول البسيط ℓ، ينتج هذا التسارع فترة تذبذب T=2π√ℓ/g. لذلك، ولمعرفة طول البندول ℓ يجب معرفة المدة أو الفترة T لتحديد المعامل GM.
{\displaystyle GM={\frac {4\pi ^{2}lR^{2}}{T^{2}}}}
يتم استخدام بندول مركب يتكون من مجموعة كتلة m، تتأرجح حول محور أفقي إلى نقطة ثابتة. وحساب فترة تذبذب البندول بواسطة الصيغة التالية : T=2π√I/mgd
حيث I هو عزم العطالة وكتلة الجسم هنا m بالنسبة لمحور الدوران وd هي مسافة البعد عن المحور إلى المرجح أو مركز ثقل من الجسم. وطول البندول المركب المتزامن : ℓ=I/md إلى أن يصبح ℓ>d.
من بين العلماء الذين أجروا تجارب البندول منتصف القرن السابع عشر جان ريتشر، كريستيان هيغنز، بيير Bouguer، بيير لويس مورو دي Maupertuis في وقت لاحق بدأ لاستخدامه كساعة من قبل علماء الفلك. وجدت انه أكثر من ذلك سنة 1672، البندول تقدم ثواني في باريس التي تقع على خط (49 ° N)،و تأخر دقيقة إلى اثنين ونصف في اليوم الواحد في كايين التي تقع على خط (5 ° N). كما وجدت Varin وديس هايز انحرافات مماثلة في جزيرة غوري (15 ° N)، وبالتالي فإن فكرة أن الجسم لديه أقل وزنا في الإكوادور من عند القطبين تم قبوله في الأكاديمية الفرنسية للعلوم، حتى قبل نشر مبادئ نيوتن. سمحت هذه النتائج له لتأكيد قانون الجذب العام لنيوتن .

### اقتراحات إسحاق نيوتن
وفي وقت لاحق، اقترح إسحاق نيوتن طريقتين مختلفتين لتحديد بشكل منفصل إما ثابث الجاذبية G أو كتلة الأرض M.
1. القياس في المختبر جذب جسمان منفصلتان بكتل معروفة من مسافة محددة لتحديد G،
2. قياس الانحراف عن خط عمودي قرب جبل ما وحساب M ،ومنه قياس كتلة الأرض

التجربة الأولى لقياس G في المختبر تم التحقق منها بنجاح بعد ستين عاما من قبل هنري كافنديش في عام 1798.القياس المباشر لثابت الجاذبية (G) لم يتحقق لفترة طويلة بعد وفاة نيوتن، يرجع ذلك إلى قلة الإمكانيات العملية لمثل هذه التجربة.
اما الطريقة الثانية قام بها بوجير أثناء رحله استكشافية إلى بيرو (1735-1744).
يذكر أن نيوتن في كتابه أن الجاذبية على السطح الخارجي للكرة لها كتلة ستكون هي نفسها في وسطها . ووفقا لهذه النظرية،
{\displaystyle g={\frac {GM}{R^{2}}}={\frac {G{\frac {4}{3}}\pi R^{3}{\bar {\rho }}}{R^{2}}}={\frac {4\pi G{\bar {\rho }}R}{3}}}
دون معرفة G (الجاذبية) أو ρ (يعني كثافة الأرض)،